# Julian Eberhard
Julian Eberhard (* 9. listopadu 1986 Saalfelden) je rakouský biatlonista a bronzový medailista ze štafety na Mistrovství světa v biatlonu 2017 v rakouském Hochfilzenu.
Ve světovém poháru dokázal zvítězit ve čtyřech individuálních závodech, když nejprve triumfoval ve sprintu v ruském Chanty-Mansijsku v sezóně 2015/16 a ve stejné disciplíně i v německém Oberhofu a jihokorejském Pchjongčchangu v sezóně 2016/17. V roce 2018 dosáhl vítězství v závodu s hromadným startem v Kontiolahti.
S rakouskou mužskou štafetou skončil na třetím místě v německém Ruhpoldingu v roce 2016, když jel na druhém úseku štafety. Stejnou pozici obsadil i na domácím MS v Hochfilzenu.

## Výsledky

### Olympijské hry a mistrovství světa
Eberhard je šestinásobným účastníkem mistrovství světa v biatlonu. Jeho nejlepším výsledkem v závodech jednotlivců je 3. místo ze závodu s hromadným startem v Östersundu v roce 2019. V týmovém závodě dokázal s mužskou štafetou získat bronzové medaile z domácího šampionátu v Hochfilzenu.
| Sezóna  | D   | Místo                | SP  | SZ  | HZ  | IZ  | ŠT  | SŠT | SZD | Věk    |
| ------- | --- | -------------------- | --- | --- | --- | --- | --- | --- | --- | ------ |
| 2012/13 | MS  | Nové Město na Moravě | 66. | –   | –   | –   | –   | 16. | ×   | 26 let |
| 2014/15 | MS  | Kontiolahti          | 44. | 37. | –   | –   | –   | –   | ×   | 28 let |
| 2015/16 | MS  | Oslo                 | 36. | 26. | –   | 58. | 4.  | –   | ×   | 29 let |
| 2016/17 | MS  | Hochfilzen           | 7.  | 8.  | 19. | 14. | 3.  | –   | ×   | 30 let |
| 2017/18 | ZOH | Pchjongčchang        | 4.  | 15. | 6.  | 17. | 4.  | –   | ×   | 31 let |
| 2018/19 | MS  | Östersund            | 16. | 19. | 3.  | 41. | 8.  | –   | –   | 32 let |
| 2019/20 | MS  | Antholz-Anterselva   | 26. | 14. | 9.  | DNF | 6.  | –   | –   | 33 let |
| 2020/21 | MS  | Pokljuka             | 67. | –   | –   | 34. | 10. | –   | –   | 34 let |

Poznámka: Výsledky z mistrovství světa se započítávají do celkového hodnocení světového poháru, výsledky z olympijských her se dříve započítávaly, od olympijských her v Soči 2014 se nezapočítávají.

### Juniorská mistrovství
Zúčastnil se tří juniorských šampionátů v biatlonu. Individuálně skončil nejlépe na 7. pozici ve vytrvalostním závodě v Kontiolahti. S rakouskou štafetou dvakrát skončil v cíli na 4. místě.
| Sezóna  | D   | Místo        | SP  | SZ  | IZ  | ŠT | Věk    |
| ------- | --- | ------------ | --- | --- | --- | -- | ------ |
| 2004/05 | MSJ | Kontiolahti  | 11. | 14. | 16. | 4. | 18 let |
| 2005/06 | MSJ | Presque Isle | 28. | 32. | 7.  | 9. | 19 let |
| 2006/07 | MSJ | Martell      | 85. | –   | 22. | 4. | 20 let |

## Vítězství v závodech SP

### Individuální
| Datum:          | Místo:                     | Disciplína:   |
| --------------- | -------------------------- | ------------- |
| 18. března 2016 | Chanty-Mansijsk, Rusko     | sprint        |
| 5. ledna 2017   | Oberhof, Německo           | sprint        |
| 3. března 2017  | Pchjongčchang, Jižní Korea | sprint        |
| 11. března 2018 | Kontiolahti, Finsko        | stíhací závod |

#### Profily
- (německy) Oficiální webové stránky Juliana Eberharda
- Julian Eberhard v databázi Mezinárodní biatlonové unie (anglicky)